# Штедесанд
Штедесанд (њем. Stedesand) општина је у њемачкој савезној држави Шлезвиг-Холштајн. Једно је од 132 општинска средишта округа Нордфризланд. Према процјени из 2010. у општини је живјело 857 становника. Посједује регионалну шифру (AGS) 1054126.

## Географски и демографски подаци
Штедесанд се налази у савезној држави Шлезвиг-Холштајн у округу Нордфризланд. Општина се налази на надморској висини од 3 метра. Површина општине износи 15,2 km². У самом мјесту је, према процјени из 2010. године, живјело 857 становника. Просјечна густина становништва износи 56 становника/km².

## Међународна сарадња
| Мјесто | Држава    | Врста сарадње | Од    |
| ------ | --------- | ------------- | ----- |
| Бусје  | Француска | партнерство   | 1991. |
| Извор  |           |               |       |